# 耳叶龙船花
耳叶龙船花（学名：Ixora auricularis）为茜草科龙船花属下的一个种。